# 王芝蘭
王芝蘭，山東省濟南府長清縣人，清朝政治人物、同進士出身。
光緒六年（1880年），参加庚辰科殿試，登進士三甲第63名。同年五月，著交吏部掣签，分发各省以知县即用。